# 汪洋中的一條船
《汪洋中的一條船》，原名《汪洋中的破船》，為中華民國肢體障礙者鄭豐喜所著自傳，民國六十二年十月十日嘉義市紅豆書局初版，著作形式偏向散文雜記，內容描述自身成長與奮鬥的過程。該書出版後不久即被《讀者文摘》以書摘方式於世界各地發表，為臺灣出版史先例。民國六十五年一月二十七日，行政院院長蔣經國在「全國記者園遊會」中曉諭，將書名改為《汪洋中的一條船》。

## 梗概
該書並無高深的寫作技巧，不過因為記載了下肢殘障者的奮鬥過程，於台灣書本銷售排行榜長年不衰，至今在臺灣仍普遍成為國民小學品德教育指定讀物。

## 獲獎
民國七十五年該書曾獲得臺北市政府「台北市圖書週」好書第一名，該書還獲得《中國時報》選為「四十年來影響我們最深的書籍」之一；民國八十七年，該書再獲得《講義雜誌》票選為「對現代人影響最大的十本中國名著」第五名。
民國九十九年，雲林縣政府將該書列為「雲林縣永久縣書」。雲縣府後又出版繪本版。

## 媒體
該書曾被改編為電影、電視劇。

### 電影
改編自該書的同名電影在民國六十六年上映，由李行擔任導演，秦漢、林鳳嬌、葛香亭、歐弟主演，中央電影公司出品。

### 電視劇
民國八十九年，公共電視文化事業基金會將該書改編為同名電視劇，林清介製作，李泉溪、謝一德、吳桓導演，六月八日至七月十二日每週一至週五晚上六點播出，翁家明、于佳卉、陳美鳳、長青、小彬彬、兵承融、陳昭榮、梁家榕、陳煒、林秀玲、陳仙梅主演；該劇不像以往只訴諸悲情的描述，而是強調鄭豐喜樂觀、進取、勇敢、積極的人生觀。民國八十九年十月二十三日至十一月二十四日每週一至週五晚上六點於傳訊電視大地電視台重播。

### 歌曲
同名歌曲，由紀利男作曲作詞，余天演唱。

## 改編
- 汪洋中的一條船 (電影)
- 汪洋中的一條船 (電視劇) （页面存档备份，存于）